# Frauen-Rugby-Union-Europameisterschaft
Die Frauen-Rugby-Union-Europameisterschaft ist ein vom europäischen Verband Rugby Europe ausgetragenes Rugby-Union-Turnier für Frauen-Nationalmannschaften, bei dem jährlich der Europameister ermittelt wird. Das Turnier war vormals unter dem Namen Frauen-FIRA-Europameisterschaft bekannt. Amtierender Europameister ist Spanien.
Von den erfolgreichsten europäischen Mannschaften spielen England, Frankreich, Irland, Italien, Schottland und Wales mittlerweile alle im vom Verband unabhängigen Frauen-Six-Nations-Turnier, das als inoffizielle Europameisterschaft gilt. Das ehemalige Six Nations Mitglied Spanien dominiert seither den Wettbewerb.

## Geschichte
1988 gab es einen inoffiziellen Vorläufer-Wettbewerb. Von 2000 bis 2012 wurden nur die vierjährlich zwischen den Weltmeisterschaften stattfindenden Turniere als Europameisterschaften gezählt. 2009 wurde lediglich ein Qualifikationsturnier für die WM 2010 ausgetragen, es wurde kein Sieger, sondern zwei Qualifikanten ermittelt. Im Jahr 2013 fand ein Qualifikationsturnier für die WM 2014 statt, mit der Nationalmannschaft Samoas nahm auch ein nichteuropäisches Team am Wettbewerb teil.
Der Austragungsmodus wechselte über die Jahre: Die Zahl der teilnehmenden Teams variierte von acht bis vier. Bei größerer Teilnehmerzahl wurde in zwei Vorrundengruppen mit anschließenden Platzierungsspielen zwischen den gleichrangigen Teams beider Gruppen gespielt, bei kleinerer Teilnehmerzahl in einer Gruppe (Rundenturnier oder im K.-o.-System).

## Die Turniere im Überblick
| Jahr    | Gastgeber                                        | Platz 1                                                                 | Platz 2                                                                 | Platz 3                                                                 | Teams                                                                   |
| ------- | ------------------------------------------------ | ----------------------------------------------------------------------- | ----------------------------------------------------------------------- | ----------------------------------------------------------------------- | ----------------------------------------------------------------------- |
| 1988    | Frankreich                                       | Frankreich                                                              | Großbritannien                                                          | Italien                                                                 | 4                                                                       |
| 1989–94 | nicht ausgetragen                                | nicht ausgetragen                                                       | nicht ausgetragen                                                       | nicht ausgetragen                                                       | nicht ausgetragen                                                       |
| 1995    | Italien                                          | Spanien                                                                 | Frankreich                                                              | Italien                                                                 | 4                                                                       |
| 1996    | Spanien                                          | Frankreich                                                              | Spanien                                                                 | Italien                                                                 | 7                                                                       |
| 1997    | Frankreich                                       | England                                                                 | Schottland                                                              | Spanien                                                                 | 8                                                                       |
| 1998    | nicht ausgetragen                                | nicht ausgetragen                                                       | nicht ausgetragen                                                       | nicht ausgetragen                                                       | nicht ausgetragen                                                       |
| 1999    | Italien                                          | Frankreich                                                              | Spanien                                                                 | Schottland                                                              | 8                                                                       |
| 2000    | Spanien                                          | Frankreich                                                              | Spanien                                                                 | England                                                                 | 8                                                                       |
| 2001    | Frankreich                                       | Schottland                                                              | Spanien                                                                 | England                                                                 | 8                                                                       |
| 2002    | Italien                                          | Italien                                                                 | Schweden                                                                | Deutschland                                                             | 4                                                                       |
| 2003    | Schweden                                         | Spanien                                                                 | Frankreich                                                              | Schweden                                                                | 4                                                                       |
| 2004    | Frankreich                                       | Frankreich                                                              | England                                                                 | Schottland                                                              | 8                                                                       |
| 2005    | Deutschland                                      | Italien                                                                 | Niederlande                                                             | Schweden                                                                | 4                                                                       |
| 2006    | Italien                                          | Niederlande                                                             | Belgien                                                                 | Schweden                                                                | 6                                                                       |
| 2007    | Spanien                                          | England                                                                 | Frankreich                                                              | Spanien                                                                 | 8                                                                       |
| 2008    | Niederlande                                      | England                                                                 | Wales                                                                   | Irland                                                                  | 8                                                                       |
| 2009    | Schweden                                         | Qualifikationsturnier für die WM 2010 (Sieger: Schweden und Schottland) | Qualifikationsturnier für die WM 2010 (Sieger: Schweden und Schottland) | Qualifikationsturnier für die WM 2010 (Sieger: Schweden und Schottland) | Qualifikationsturnier für die WM 2010 (Sieger: Schweden und Schottland) |
| 2010    | Frankreich                                       | Spanien                                                                 | Italien                                                                 | Niederlande                                                             | 8                                                                       |
| 2011    | Spanien                                          | England                                                                 | Spanien                                                                 | Frankreich                                                              | 8                                                                       |
| 2012    | Italien                                          | England                                                                 | Frankreich                                                              | Italien                                                                 | 4                                                                       |
| 2013    | Spanien                                          | Qualifikationsturnier für die WM 2014 (Sieger: Spanien)                 | Qualifikationsturnier für die WM 2014 (Sieger: Spanien)                 | Qualifikationsturnier für die WM 2014 (Sieger: Spanien)                 | Qualifikationsturnier für die WM 2014 (Sieger: Spanien)                 |
| 2014    | Belgien                                          | Niederlande                                                             | Belgien                                                                 | Russland                                                                | 4                                                                       |
| 2015    | Schweiz                                          | Belgien                                                                 | Schweiz                                                                 | Russland                                                                | 4                                                                       |
| 2016    | Spanien                                          | Spanien                                                                 | Niederlande                                                             | Russland                                                                | 6                                                                       |
| 2017    | nicht ausgetragen                                | nicht ausgetragen                                                       | nicht ausgetragen                                                       | nicht ausgetragen                                                       | nicht ausgetragen                                                       |
| 2018    | Belgien                                          | Spanien                                                                 | Niederlande                                                             | Deutschland                                                             | 4                                                                       |
| 2019    | Deutschland, Niederlande, Spanien                | Spanien                                                                 | Niederlande                                                             | Russland                                                                | 4                                                                       |
| 2020    | Niederlande, Spanien                             | Spanien                                                                 | Russland                                                                | Niederlande                                                             | 3                                                                       |
| 2021    | aufgrund der COVID-19-Pandemie nicht ausgetragen | aufgrund der COVID-19-Pandemie nicht ausgetragen                        | aufgrund der COVID-19-Pandemie nicht ausgetragen                        | aufgrund der COVID-19-Pandemie nicht ausgetragen                        | aufgrund der COVID-19-Pandemie nicht ausgetragen                        |
| 2022    | Niederlande, Spanien                             | Spanien                                                                 | Russland                                                                | Niederlande                                                             | 3                                                                       |
| 2023    | Niederlande, Spanien                             | Spanien                                                                 | Niederlande                                                             | Schweden                                                                | 3                                                                       |
| 2024    | Niederlande, Portugal, Spanien, Frankreich       | Spanien                                                                 | Niederlande                                                             | Portugal                                                                | 4                                                                       |
| 2025    | Niederlande, Portugal, Spanien, Schweden         | Spanien                                                                 | Niederlande                                                             | Portugal                                                                | 4                                                                       |

Anm.: 2002, 2005 und 2006 waren die Six-Nations-Teilnehmer (damals England, Wales, Schottland, Irland, Frankreich und Spanien) nicht dabei. 1995, 1996, 2003 und 2010 fehlten die Teams aus den Britischen Inseln. 2014 und 2015 nahmen weder die Six Nations (damals England, Wales, Schottland, Irland, Frankreich und Italien) noch Spanien am Turnier teil. Seit 2016 fehlten die Six Nations.

## Rangliste
| Rang | Land           | Titel | 2. Platz | 3. Platz |
| ---- | -------------- | ----- | -------- | -------- |
| 1    | Spanien        | 12    | 5        | 2        |
| 2    | Frankreich     | 5     | 4        | 1        |
| 3    | England        | 5     | 1        | 2        |
| 4    | Niederlande    | 2     | 7        | 3        |
| 5    | Italien        | 2     | 1        | 4        |
| 6    | Belgien        | 1     | 2        | 0        |
| 7    | Schottland     | 1     | 1        | 2        |
| 8    | Russland       | 0     | 2        | 3        |
| 9    | Schweden       | 0     | 1        | 4        |
| 10   | Großbritannien | 0     | 1        | 0        |
| 10   | Schweiz        | 0     | 1        | 0        |
| 10   | Wales          | 0     | 1        | 0        |
| 13   | Deutschland    | 0     | 0        | 2        |
| 13   | Portugal       | 0     | 0        | 2        |
| 14   | Irland         | 0     | 0        | 1        |